# Liegi-Bastogne-Liegi
La Liegi-Bastogne-Liegi (fr. Liège-Bastogne-Liège) è una corsa in linea maschile di ciclismo su strada, una delle cinque classiche monumento e delle tre classiche delle Ardenne.
Nata nel 1892, è la più antica tra le classiche, e per questo motivo è soprannominata la Doyenne (it. la Decana). Si svolge nella regione della Vallonia, in Belgio, nel mese di aprile. Riservata ai professionisti Elite, dal 2011 è parte del calendario UCI World Tour.

## Storia
Fu creata nel 1892 dalla "Liege Cyclist Union", club del primo vincitore, Léon Houa. Le prime due edizioni, nel 1892 e nel 1893, erano riservate ai dilettanti. Dal 1894 venne aperta ai professionisti, salvo le edizioni 1908, 1909 e 1911 riservate ancora agli amatori e 1912, 1913, 1925 e 1929 riservate agli indipendenti. Dal 1989 al 2004 è stata una delle prove del calendario di Coppa del mondo; dal 2005 al 2007 ha fatto parte dell'UCI ProTour, nel 2009 è stata inserita nel Calendario mondiale UCI, e nel 2011 nel calendario World Tour.
Nel 1957 Germain Derycke e Frans Schoubben, per decisione della giuria, terminarono primi ex aequo. I vincitori delle edizioni 1974 e 1981, rispettivamente Ronald De Witte e Johan van der Velde, furono invece squalificati. Eddy Merckx è il primatista di successi nella competizione, avendola vinta cinque volte tra il 1969 e il 1975; solo due altri ciclisti hanno vinto più di tre volte: Moreno Argentin (quattro volte fra il 1985 e il 1991) e Alejandro Valverde (quattro successi tra il 2006 e il 2017).
È definita anche "la corsa degli italiani" perché Liegi e dintorni ospitano una delle più grandi comunità di emigrati italiani al mondo; inoltre è stata vinta dodici volte da corridori italiani, risultando il secondo Paese più vincente nella storia della corsa, dietro al Belgio (61 vittorie).

## Percorso
La corsa si svolge lungo un percorso di circa 260 km, con partenza da Liegi. Si percorrono più di 90 km fino ad arrivare a Bastogne, vicino al confine con il Lussemburgo, da qui si torna verso Liegi percorrendo una strada diversa per più di 160 km.
L'itinerario della corsa si svolge per la maggior parte nel massiccio delle Ardenne nel quale il fiume Ourthe e i suoi affluenti hanno creato profonde valli. Le colline da scalare tra le valli costituiscono le côtes: tra queste il Col du Rosier, la celebre Redoute, 2 000 m con pendenza media all'8,9%, e la Côte de Saint-Nicolas, 1 200 m all'8,6%, ultima scalata prima dell'arrivo finale, tipicizzano la Classica vallone.

## Albo d'oro
Aggiornato all'edizione 2025.
| Anno      | Vincitore                                           | Secondo                                             | Terzo                                               |
| --------- | --------------------------------------------------- | --------------------------------------------------- | --------------------------------------------------- |
| 1892      | Léon Houa                                           | Léon Lhoest                                         | Louis Rasquinet                                     |
| 1893      | Léon Houa                                           | Michel Borisowski                                   | Charles Collette                                    |
| 1894      | Léon Houa                                           | Louis Rasquinet                                     | René Nulens                                         |
| 1895-1907 | non disputata                                       | non disputata                                       | non disputata                                       |
| 1908      | André Trousselier                                   | Alphonse Lauwers                                    | Henri Dubois                                        |
| 1909      | Victor Fastre                                       | Eugene Charlier                                     | Paul Deman                                          |
| 1910      | non disputata                                       | non disputata                                       | non disputata                                       |
| 1911      | Joseph Van Daele                                    | Armand Lenoir                                       | Victor Kraenen                                      |
| 1912      | Omer Verschoore                                     | Jacues Coomans                                      | André Blaise                                        |
| 1913      | Maurits Moritz                                      | Alphonse Fonson                                     | Hubert Noel                                         |
| 1914-1918 | non disputata a causa della prima guerra mondiale   | non disputata a causa della prima guerra mondiale   | non disputata a causa della prima guerra mondiale   |
| 1919      | Léon Devos                                          | Henri Hanlet                                        | Arthur Claerhout                                    |
| 1920      | Léon Scieur                                         | Lucien Buysse                                       | Jacues Coomans                                      |
| 1921      | Louis Mottiat                                       | Marcel Lacour                                       | Jean Rossius                                        |
| 1922      | Louis Mottiat                                       | Albert Jordens                                      | Laurent Seret                                       |
| 1923      | René Vermandel                                      | Jean Rossius                                        | Félix Sellier                                       |
| 1924      | René Vermandel                                      | Adelin Benoît                                       | Jules Matton                                        |
| 1925      | Georges Ronsse                                      | Gustaaf Van Slembrouck                              | Louis Eelen                                         |
| 1926      | Dieudonné Smets                                     | Joseph Siquet                                       | Alexis Macar                                        |
| 1927      | Maurice Raes                                        | Jean Hans                                           | Joseph Siquet                                       |
| 1928      | Ernest Mottard                                      | Maurice Raes                                        | Emile Van Belle                                     |
| 1929      | Alphons Schepers                                    | Gustave Hembroeckx                                  | Maurice Raes                                        |
| 1930      | Hermann Buse                                        | Georges Laloup                                      | François Gardier                                    |
| 1931      | Alphons Schepers                                    | Marcel Houyoux                                      | Jules Deschepper                                    |
| 1932      | Marcel Houyoux                                      | Leopold Roosemont                                   | Gerard Lambrechts                                   |
| 1933      | François Gardier                                    | Roger Dewolf                                        | Albert Bolly                                        |
| 1934      | Theo Herckenrath                                    | Mathieu Cardynaels                                  | Jef Moerenhout                                      |
| 1935      | Alphons Schepers                                    | Frans Bonduel                                       | Louis Hardiquest                                    |
| 1936      | Albert Beckaert                                     | Gilbert Levae                                       | Jozef Horemans                                      |
| 1937      | Éloi Meulenberg                                     | Gustaaf Deloor                                      | Julien Heernaert                                    |
| 1938      | Alfons Deloor                                       | Marcel Kint                                         | Félicien Vervaecke                                  |
| 1939      | Albert Ritserveldt                                  | Cyriel Van Overberghe                               | Edward Vissers                                      |
| 1940-1942 | non disputata a causa della seconda guerra mondiale | non disputata a causa della seconda guerra mondiale | non disputata a causa della seconda guerra mondiale |
| 1943      | Richard Depoorter                                   | Joseph Didden                                       | Stan Ockers                                         |
| 1944      | non disputata a causa della seconda guerra mondiale | non disputata a causa della seconda guerra mondiale | non disputata a causa della seconda guerra mondiale |
| 1945      | Jean Engels                                         | Edward Van Dijck                                    | Jef Moerenhout                                      |
| 1946      | Prosper Depredomme                                  | Albert Hendrickx                                    | Triphon Verstraeten                                 |
| 1947      | Richard Depoorter                                   | Raymond Impanis                                     | Florent Mathieu                                     |
| 1948      | Maurice Mollin                                      | Raymond Impanis                                     | Louis Caput                                         |
| 1949      | Camille Danguillaume                                | Adolf Verschueren                                   | Roger Gyselinck                                     |
| 1950      | Prosper Depredomme                                  | Raymond Impanis                                     | Edward Van Dijck                                    |
| 1951      | Ferdi Kübler                                        | Germain Derycke                                     | Wout Wagtmans                                       |
| 1952      | Ferdi Kübler                                        | Henri Van Kerckhove                                 | Jean Robic                                          |
| 1953      | Alois De Hertog                                     | Maurice Diot                                        | Raoul Rémy                                          |
| 1954      | Marcel Ernzer                                       | Raymond Impanis                                     | Ferdi Kübler                                        |
| 1955      | Stan Ockers                                         | Raymond Impanis                                     | Jean Brankart                                       |
| 1956      | Fred De Bruyne                                      | Richard Van Genechten                               | Alex Close                                          |
| 1957      | Germain Derycke & Frans Schoubben                   | Germain Derycke & Frans Schoubben                   | Marcel Buysse                                       |
| 1958      | Fred De Bruyne                                      | Jan Zagers                                          | Joseph Theuns                                       |
| 1959      | Fred De Bruyne                                      | Frans Schoubben                                     | Frans De Mulder                                     |
| 1960      | Ab Geldermans                                       | Pierre Everaert                                     | Joseph Planckaert                                   |
| 1961      | Rik Van Looy                                        | Marcel Rohrbach                                     | Armand Desmet                                       |
| 1962      | Joseph Planckaert                                   | Rolf Wolfshohl                                      | Claude Colette                                      |
| 1963      | Frans Melckenbeeck                                  | Pino Cerami                                         | Vittorio Adorni                                     |
| 1964      | Willy Bocklant                                      | Georges Van Coningsloo                              | Vittorio Adorni                                     |
| 1965      | Carmine Preziosi                                    | Vittorio Adorni                                     | Martin Van Den Bossche                              |
| 1966      | Jacques Anquetil                                    | Victor Van Schil                                    | Willy In 't Ven                                     |
| 1967      | Walter Godefroot                                    | Eddy Merckx                                         | Willy Monty                                         |
| 1968      | Valere Van Sweevelt                                 | Walter Godefroot                                    | Raymond Poulidor                                    |
| 1969      | Eddy Merckx                                         | Victor Van Schil                                    | Barry Hoban                                         |
| 1970      | Roger De Vlaeminck                                  | Frans Verbeeck                                      | Eddy Merckx                                         |
| 1971      | Eddy Merckx                                         | Georges Pintens                                     | Frans Verbeeck                                      |
| 1972      | Eddy Merckx                                         | Wim Schepers                                        | Herman Van Springel                                 |
| 1973      | Eddy Merckx                                         | Frans Verbeeck                                      | Walter Godefroot                                    |
| 1974      | Georges Pintens                                     | Walter Planckaert                                   | non assegnato                                       |
| 1975      | Eddy Merckx                                         | Bernard Thévenet                                    | Walter Godefroot                                    |
| 1976      | Joseph Bruyère                                      | Freddy Maertens                                     | Frans Verbeeck                                      |
| 1977      | Bernard Hinault                                     | André Dierickx                                      | Dietrich Thurau                                     |
| 1978      | Joseph Bruyère                                      | Dietrich Thurau                                     | Francesco Moser                                     |
| 1979      | Dietrich Thurau                                     | Bernard Hinault                                     | Daniel Willems                                      |
| 1980      | Bernard Hinault                                     | Hennie Kuiper                                       | Ronny Claes                                         |
| 1981      | Josef Fuchs                                         | Stefan Mutter                                       | non assegnato                                       |
| 1982      | Silvano Contini                                     | Alfons De Wolf                                      | Stefan Mutter                                       |
| 1983      | Steven Rooks                                        | Giuseppe Saronni                                    | Pascal Jules                                        |
| 1984      | Sean Kelly                                          | Phil Anderson                                       | Greg LeMond                                         |
| 1985      | Moreno Argentin                                     | Claude Criquielion                                  | Stephen Roche                                       |
| 1986      | Moreno Argentin                                     | Adrie van der Poel                                  | Dag Erik Pedersen                                   |
| 1987      | Moreno Argentin                                     | Stephen Roche                                       | Claude Criquielion                                  |
| 1988      | Adrie van der Poel                                  | Michel Dernies                                      | Robert Millar                                       |
| 1989      | Sean Kelly                                          | Fabrice Philipot                                    | Phil Anderson                                       |
| 1990      | Eric Van Lancker                                    | Jean-Claude Leclercq                                | Steven Rooks                                        |
| 1991      | Moreno Argentin                                     | Claude Criquielion                                  | Rolf Sørensen                                       |
| 1992      | Dirk De Wolf                                        | Steven Rooks                                        | Jean-François Bernard                               |
| 1993      | Rolf Sørensen                                       | Tony Rominger                                       | Maurizio Fondriest                                  |
| 1994      | Evgenij Berzin                                      | Lance Armstrong                                     | Giorgio Furlan                                      |
| 1995      | Mauro Gianetti                                      | Gianni Bugno                                        | Michele Bartoli                                     |
| 1996      | Pascal Richard                                      | Lance Armstrong                                     | Mauro Gianetti                                      |
| 1997      | Michele Bartoli                                     | Laurent Jalabert                                    | Gabriele Colombo                                    |
| 1998      | Michele Bartoli                                     | Laurent Jalabert                                    | Rodolfo Massi                                       |
| 1999      | Frank Vandenbroucke                                 | Michael Boogerd                                     | Maarten den Bakker                                  |
| 2000      | Paolo Bettini                                       | David Etxebarria                                    | Davide Rebellin                                     |
| 2001      | Oscar Camenzind                                     | Davide Rebellin                                     | David Etxebarria                                    |
| 2002      | Paolo Bettini                                       | Stefano Garzelli                                    | Ivan Basso                                          |
| 2003      | Tyler Hamilton                                      | Iban Mayo                                           | Michael Boogerd                                     |
| 2004      | Davide Rebellin                                     | Michael Boogerd                                     | Aleksandr Vinokurov                                 |
| 2005      | Aleksandr Vinokurov                                 | Jens Voigt                                          | Michael Boogerd                                     |
| 2006      | Alejandro Valverde                                  | Paolo Bettini                                       | Damiano Cunego                                      |
| 2007      | Danilo Di Luca                                      | Alejandro Valverde                                  | Fränk Schleck                                       |
| 2008      | Alejandro Valverde                                  | Davide Rebellin                                     | Fränk Schleck                                       |
| 2009      | Andy Schleck                                        | Joaquim Rodríguez                                   | Davide Rebellin                                     |
| 2010      | Aleksandr Vinokurov                                 | Aleksandr Kolobnev                                  | Philippe Gilbert                                    |
| 2011      | Philippe Gilbert                                    | Fränk Schleck                                       | Andy Schleck                                        |
| 2012      | Maksim Iglinskij                                    | Vincenzo Nibali                                     | Enrico Gasparotto                                   |
| 2013      | Daniel Martin                                       | Joaquim Rodríguez                                   | Alejandro Valverde                                  |
| 2014      | Simon Gerrans                                       | Alejandro Valverde                                  | Michał Kwiatkowski                                  |
| 2015      | Alejandro Valverde                                  | Julian Alaphilippe                                  | Joaquim Rodríguez                                   |
| 2016      | Wout Poels                                          | Michael Albasini                                    | Rui Costa                                           |
| 2017      | Alejandro Valverde                                  | Daniel Martin                                       | Michał Kwiatkowski                                  |
| 2018      | Bob Jungels                                         | Michael Woods                                       | Romain Bardet                                       |
| 2019      | Jakob Fuglsang                                      | Davide Formolo                                      | Maximilian Schachmann                               |
| 2020      | Primož Roglič                                       | Marc Hirschi                                        | Tadej Pogačar                                       |
| 2021      | Tadej Pogačar                                       | Julian Alaphilippe                                  | David Gaudu                                         |
| 2022      | Remco Evenepoel                                     | Quinten Hermans                                     | Wout Van Aert                                       |
| 2023      | Remco Evenepoel                                     | Thomas Pidcock                                      | Santiago Buitrago                                   |
| 2024      | Tadej Pogačar                                       | Romain Bardet                                       | Mathieu van der Poel                                |
| 2025      | Tadej Pogačar                                       | Giulio Ciccone                                      | Ben Healy                                           |

## Statistiche

### Vittorie per Paese
Aggiornato all'edizione 2025.
| Pos. | Nazione     | Vittorie |
| ---- | ----------- | -------- |
| 1    | Belgio      | 61       |
| 2    | Italia      | 12       |
| 3    | Svizzera    | 6        |
| 4    | Francia     | 5        |
| 5    | Paesi Bassi | 4        |
| 5    | Spagna      | 4        |
| 5    | Slovenia    | 4        |
| 8    | Irlanda     | 3        |
| 8    | Kazakistan  | 3        |
| 8    | Lussemburgo | 3        |
| 11   | Danimarca   | 2        |
| 11   | Germania    | 2        |
| 13   | Australia   | 1        |
| 13   | Russia      | 1        |
| 13   | Stati Uniti | 1        |

### Plurivincitori
Un solo corridore ha ottenuto cinque vittorie:
- Eddy Merckx nel 1969, 1971, 1972, 1973 e 1975.

Due corridori hanno ottenuto quattro vittorie:
- Moreno Argentin nel 1985, 1986, 1987 e 1991.
- Alejandro Valverde nel 2006, 2008, 2015 e 2017

Quattro corridori hanno ottenuto tre vittorie:
- Léon Houa nel 1892, 1893 e 1894;
- Alphons Schepers nel 1929, 1931 e 1935;
- Fred De Bruyne nel 1956, 1958 e 1959;
- Tadej Pogačar nel 2021, 2024 e 2025;